# Simpang (Berbak)
Simpang is een bestuurslaag in het regentschap Tanjung Jabung Timur van de provincie Jambi, Indonesië. Simpang telt 2060 inwoners (volkstelling 2010).